# Péterfi Sándor
Péterfi Sándor (Nagykede, Udvarhely vármegye, 1817. április 7. – Hévíz, Nagy-Küküllő vármegye, 1887. március 12.) unitárius lelkész.

## Élete
Péterfi Sándor lelkész és kereszturi Simó Zsuzsánna fia. Tanult 1823-tól Székelykeresztúron, 1833-tól Kolozsvárott. 1837-ben befejezvén tanulmányait a székelykeresztúri gimnázium seniora lett. Lelkész volt 1841 februárjától Székelykeresztúron, 1849. november 25-től Csákfalván, 1854 júniusában újra Székelykeresztúron, 1859 júniusában Hévízen. A felsőfehéri egyházkör 1860-ban jegyzőjévé, 1875. július 30-án esperesévé választotta. 1884-ben esperesi, 1855-ben papi hivataláról lemondván, nyugalomba lépett. Községi jegyzője volt Hévíz, Datk, Hidegkút, és Olt-Bogátnak 1866-68-ban két és fél évig; 1872. november 23-tól 1874. február 25-ig a hévízi iskolaszék jegyzője; ekkor elnöknek választották és az is maradt 1880. december 15-ig. Dolgozott iskolai pénztárnokként, sőt postamesterként is egy ideig.
Cikkei a Keresztény Magvetőben (1861. Az Isten országáról, 1868. A határtalan megbocsátás indokai, egyházi beszéd, 1871. A vallás terén mutatkozó mozgalmak, 1888).

## Munkái
- Beszéd Pálfi Zsigmond felett. Maros-Vásárhely, 1847.
- Köznép előtt tartott egyházi szent beszédek. Kolozsvár, 1853. Három kötet. (2. kiadás. Uo. 1862., 1867., 1869.).
- Temetési szent beszédek. Uo. 1856. (2. kiadás. Uo. 1870.).
- Egyházi szent beszédek, melyeket különféle alkalommal írt és mondott. Uo. 1863-75. Hét kötet és Székely-Udvarhely, 1881. VIII. kötet. (Ism. Egyh. és Isk. Lap. 1881.).